# Cross Anchor
Cross Anchor es un lugar designado por el censo del condado de Spartanburg en el estado estadounidense de Carolina del Sur. 

## Geografía
Cross Anchor se encuentra en el extremo sur del condado de Spartanburg en el norte del estado en la región de Carolina del Sur. La ubicación central es la Carreteras de Carolina del Sur 49 y Carreteras de Carolina del Sur 59. Las ciudades próximas incluyen Woodruff, Clinton, Union y Pauline. Interestatal 26 (aproximadamente 8 km del centro de la ciudad) permite un fácil acceso hacia el norte, Spartanburg y la Capital al sur, Colombia.